# ロッテ・スピラ
ロッテ・スピラ（Lotte Spira、1883年4月24日 - 1943年12月17日）は、ドイツの女優。ベルリン出身。夫は俳優のフリッツ・スピラ。娘のカミラ・スピラとステフィ・スピラも女優である。